# Chiesa di San Floriano (Cracovia)
La chiesa Collegiata di San Floriano (in polacco: Kościół św. Floriana) è una chiesa storica di Cracovia, in Polonia. Sorge all'estremità settentrionale di Piazza Matejko e nell'antico centro della città medievale di Kleparz, ora un quartiere di Cracovia. L'edificio segna l'inizio della Strada Reale.

## Storia

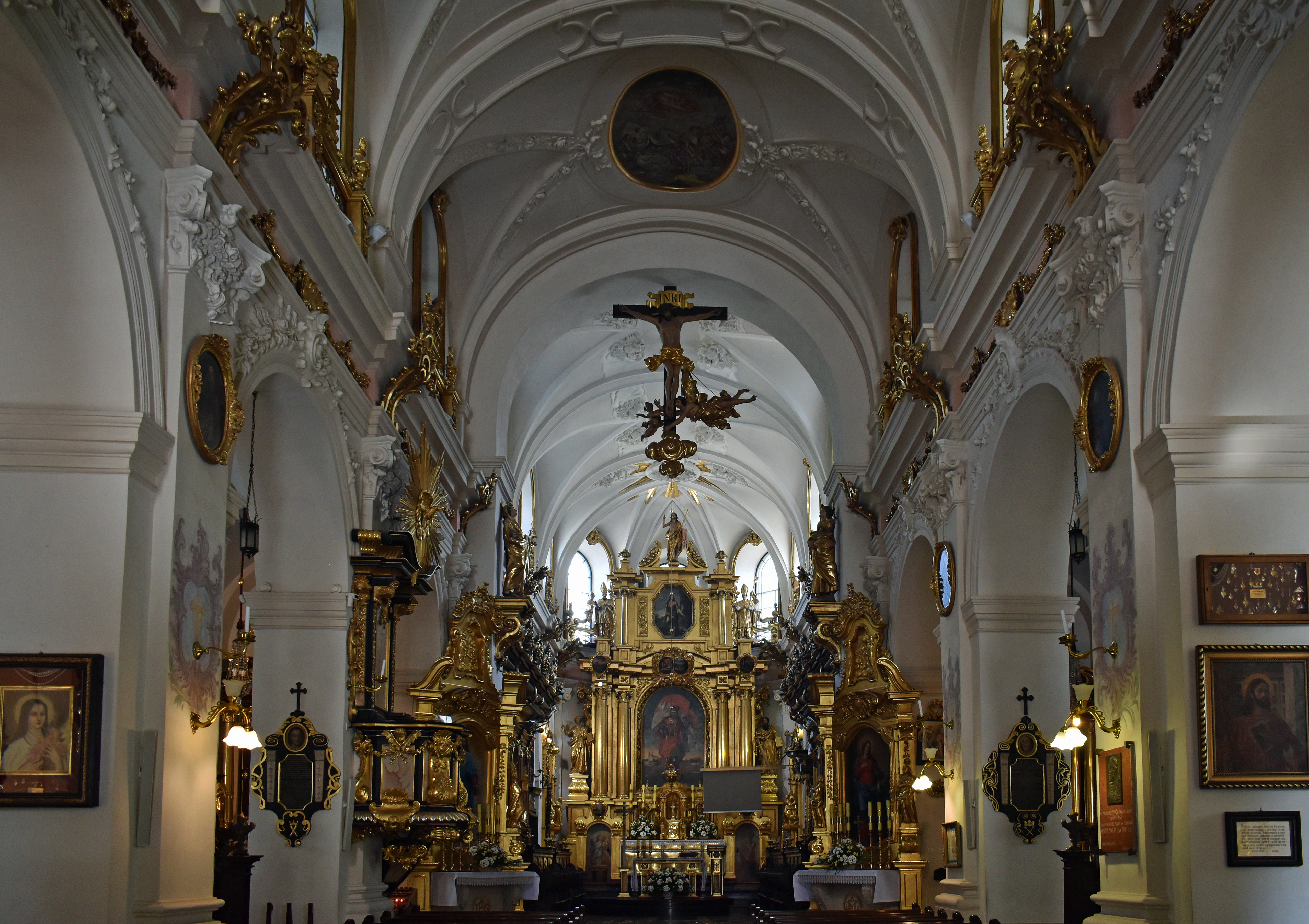
Veduta dell'interno.

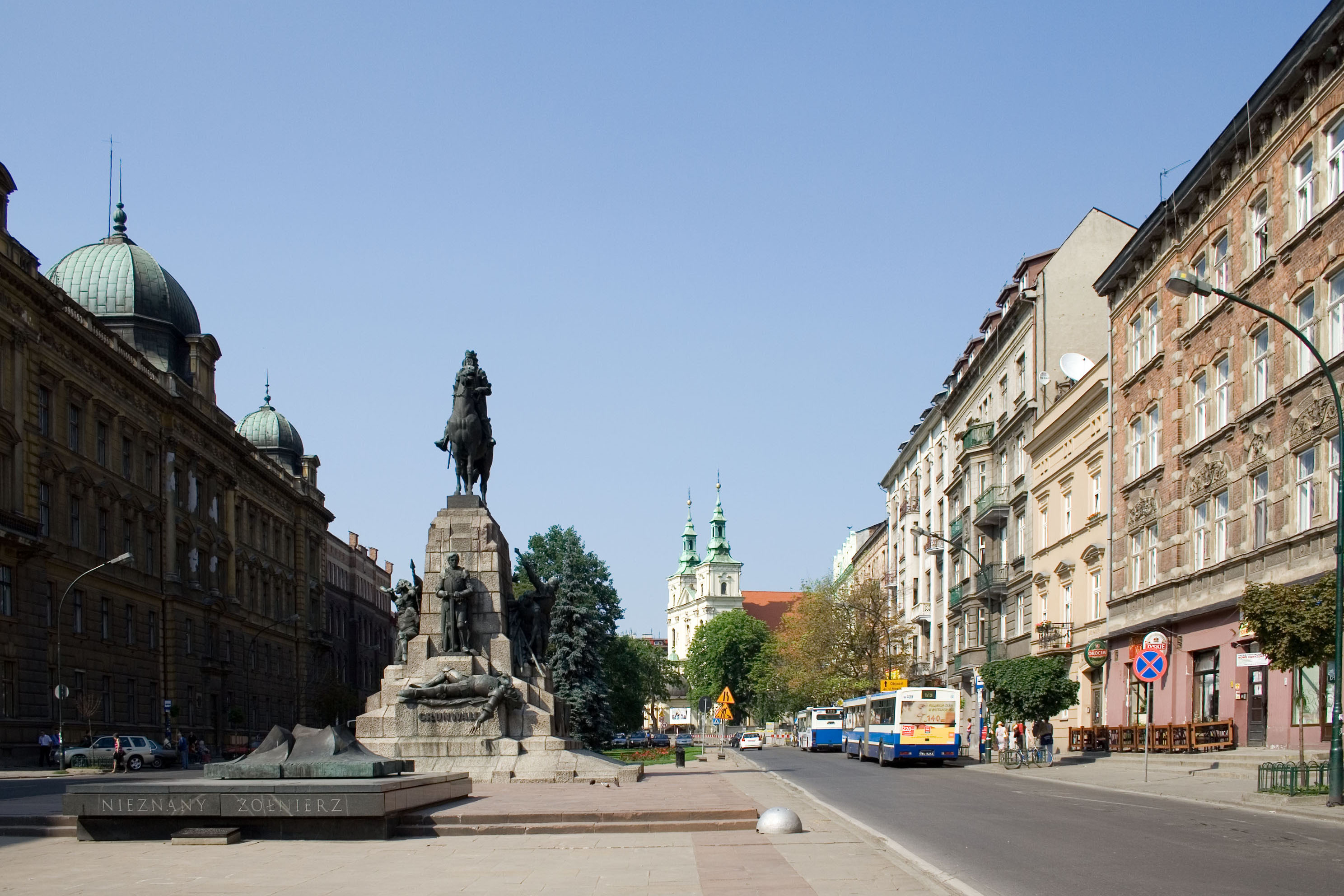
Piazza Matejko, con la chiesa di San Floriano sullo sfondo

La chiesa di San Floriano fu costruita fra il 1185 e il 1216. Fu completamente distrutta dagli incendi molte volte nel XII, XVI e XVII secolo. Segnatamente, durante l'assedio svedese di Cracovia, il generale Stefan Czarniecki ordinò che i sobborghi della città fossero distrutti dal fuoco. Tuttavia, durante l'incendio, esteso a tutta la città e che consumò una parte considerevole di Cracovia nel 1528, la chiesa – contenente le reliquie di san Floriano – sopravvisse. Da allora san Floriano, solitamente raffigurato come un ufficiale di una legione romana che porta l'acqua, è stato venerato in Polonia come patrono dei pompieri e degli spazzacamini. L'aspetto attuale della chiesa è il risultato di un rinnovamento barocco dopo le guerre polacco-svedesi.
A partire dal XVI secolo la chiesa è stata sede della collegiata dell'Università. La strada delle incoronazioni reali iniziava là, con il rettore del senato universitario che accoglieva i nuovi re. La chiesa era anche il punto di partenza per le processioni funebri reali fino alla cattedrale del Wawel.
Nel 1667 i resti della regina Maria Luisa di Gonzaga-Nevers, moglie di re Giovanni II Casimiro, furono posti là temporaneamente, e nel 1818 vi furono posti i resti di Tadeusz Kościuszko. Dal 17 settembre 1949 al settembre 1951, padre Karol Wojtyła, che divenne in seguito papa Giovanni Paolo II, lavorò là come vicario. Come papa, nel 1999 elevò la chiesa a basilica minore. Visitò inoltre la chiesa nel suo pellegrinaggio papale in Polonia il 18 settembre 2002.

## La leggenda
Narra la leggenda che nel 1184 i buoi che trasportavano i resti di san Floriano – il futuro patrono della Polonia – si fermarono in un luogo dove sorge ora la chiesa. Le spoglie diventarono miracolosamente troppo pesanti per essere portate oltre fino dentro la città e rimasero a Kleparz finchë non si decise di costruire la chiesa in quel punto esatto. Il martire non aveva avuto niente a che fare con la Polonia fino a quando le sue reliquie non furono portate da Roma a Cracovia. Cracovia aveva bisogno di un santo per ragioni politiche, al fine di riaffermare il suo ruolo come capitale di Polonia, che era contestato dalla città di Gniezno.
Il quartiere di Kleparz fu fondata da Casimiro il Grande nel 1366 come città separata, intorno alla chiesa di San Floriano. Fu chiamata da Casimiro Florencja (in italiano Firenze o Florenzia) dalla chiesa localizzata nel centro o, in latino, Clepardia. Kleparz rimase un sobborgo non ufficiale di Cracovia fino al 1792, quando il Parlamento polacco la incorporò nella città.